# Bak László
Bak László (Marosvásárhely, 1914. március 12. – Budapest, 1978. február 26.) zongoraművész, tanár.

## Életpályája
1939-ben diplomázott a budapesti Liszt Ferenc Zeneművészeti Főiskola hallgatójaként. 1939–1941 között a Mosonmagyaróvári Államilag Engedélyezett Városi Zeneiskola igazgatója és pedagógusa volt. 1942-ben Nagyváradon a Városi Zeneiskolában oktatott. 1942–1946 között fizetett menekült közalkalmazott volt. 1946-tól Budapesten élt. 1951-ig a MÁVAG Mozdony- és Gépgyár Zeneiskolájában tanított. 1975-ig – nyugdíjazásáig – a Fővárosi Zeneiskola szervezetének keretében zongoratanárként tevékenykedett.
Azután is, hogy a jobb keze megbénult, több sikeres hangversenyt adott bal kézre írt, illetve átírt zongoraművekből.